# 巴尔加尼翁
巴尔加尼翁，是西班牙拉里奥哈自治区的一个市镇。总面积32平方公里，总人口145人（2001年），人口密度5人/平方公里。